# Temporada 2021 de la Clio Cup España
La Temporada 2021 de la Clio Cup España (oficialmente Temporada 2021 de la Clio Cup Europa - Grupo D) es la primera temporada bajo reglamento FIA tras la reconversión del departamento de competición Renault Sport a Alpine Racing. En ella, las Copas Clio nacionales activas hasta entonces pasan a considerarse según el reglamento grupos regionales agrupados dentro de la llamada durante este 2021 Clio Cup Europa.
El experimento de esta macrocopa monomarca europea de turismos salió bien a nivel de inscritos y de espectacularidad en los circuitos, pero al no incluirse ciertas delimitaciones, reconocimientos o incluso acuerdos con las federaciones nacionales, a nivel oficial significó el primer año sin unas copas nacionales que llevaban en algunos países muchos años disputándose ininterrumpidamente. Incluso en la primera parte del año hubo polémicas debido a algunos bailes de fechas repentinos en el calendario (las carreras de Motorland fueron sustituidas por las de Monza y las de Ledenon por Paul Ricard) o sobre la oficialidad de estos grupos como campeonato. 
La Clio Cup Europa albergó 28 carreras, que a su vez formaron parte de los grupos A (Italia), B (Francia), C (Zona Centro) y D (España) y todas ellas fueron dominadas por los pilotos franceses habituales, repartiéndose sus principales trofeos Nicolas Milan y Marc Guillot. Debido a esto y para la temporada siguiente, todos los pilotos sólo podrían participar como máximo en 2 copas regionales. En caso de que una carrera puntuase para diferentes grupos, los pilotos bloquearían posición a otros sin que necesariamente perteneciesen a su grupo, cosa que tampoco ocurriría en 2022, donde las clasificaciones volverían a ser independientes como hasta 2020 cuando dos copas compartían parrilla.

## Pilotos y escuderías (Grupo D)
| Escudería            | N.º | Piloto                | Rondas   |
| -------------------- | --- | --------------------- | -------- |
| Team VRT             | 3   | Álex Royo             | 2-3, 5   |
| Team VRT             | 8   | Erik Zabala           | 1-3, 5   |
| Team VRT             | 23  | Jordi Palomeras       | 5        |
| Team VRT             | 79  | Javier Cicuéndez      | 1-3, 5   |
| Vearsa Sport         | 4   | Joaquín Rodrigo       | Todas    |
| Chefo Sport          | 11  | Juan Carlos Hernández | 1        |
| Chefo Sport          | 21  | Stephan Polderman     | Todas    |
| Chefo Sport          | 41  | Iván Riera            | 1-3, 5   |
| Chefo Sport          | 55  | René Steenmetz        | Todas    |
| Chefo Sport          | 93  | Nico Abella           | Todas    |
| Chefo Sport          | 213 | Antonio Herrerías     | 3-5      |
| GPA Racing           | 15  | David Pouget          | Todas    |
| GPA Racing           | 23  | Jordi Palomeras       | 1-2      |
| GPA Racing           | 25  | Alexandre Albouy      | Todas    |
| GPA Racing           | 42  | Mariano Alonso        | 4-5      |
| GPA Racing           | 61  | Gabriel Alonso        | 1-2, 4-5 |
| GPA Racing           | 88  | Horn                  | Todas    |
| TB2S                 | 23  | Jordi Palomeras       | 3        |
| Cota Automoción VRT  | 37  | Daniel Nogales        | 1-3, 5   |
| Cota Automoción VRT  | 81  | Alex Lahoz            | 1, 3, 5  |
| Milan Competition    | 50  | Nicolas Milan         | Todas    |
| Milan Competition    | 111 | Mathieu Lannepoudenx  | Todas    |
| Guillaume Maio Sport | 99  | Guillaume Maio        | Todas    |
| Cota Automoción      | 113 | Adrián Schimpf        | 5        |
| Cota Automoción      | 162 | Alejandro Schimpf     | 1-2, 5   |

## Calendario (Grupo D)
| Ronda | Ronda | Circuito                       | Fecha            | Comparte parrilla con                   | Acompaña a                                                                        |
| ----- | ----- | ------------------------------ | ---------------- | --------------------------------------- | --------------------------------------------------------------------------------- |
| 1     | C1    | Circuito de Nevers Magny-Cours | 8 de mayo        | Clio Cup Francia                        | GT World Challenge Europe + Copa Alpine Elf + Campeonatos de circuitos de la FFSA |
| 1     | C2    | Circuito de Nevers Magny-Cours | 9 de mayo        | Clio Cup Francia                        | GT World Challenge Europe + Copa Alpine Elf + Campeonatos de circuitos de la FFSA |
| 2     | C1    | Circuito Paul Ricard           | 19 de junio      | Clio Cup Francia                        | Gran Premio de Francia + FIA Fórmula 3                                            |
| 2     | C2    | Circuito Paul Ricard           | 20 de junio      | Clio Cup Francia                        | Gran Premio de Francia + FIA Fórmula 3                                            |
| 3     | C1    | Circuito Ricardo Tormo         | 18 de septiembre |                                         | Racing Weekend + Copa Saxo                                                        |
| 3     | C2    | Circuito Ricardo Tormo         | 19 de septiembre |                                         | Racing Weekend + Copa Saxo                                                        |
| 4     | C1    | Autodromo Nazionale di Monza   | 30 de octubre    | Clio Cup Italia + Clio Cup Centroeuropa | Fórmula Regional Europea + Racing Weekend Italia                                  |
| 4     | C2    | Autodromo Nazionale di Monza   | 31 de octubre    | Clio Cup Italia + Clio Cup Centroeuropa | Fórmula Regional Europea + Racing Weekend Italia                                  |
| 5     | C1    | Circuito de Cataluña           | 13 de noviembre  | Clio Cup Francia                        | Racing Weekend + Copa Saxo                                                        |
| 5     | C2    | Circuito de Cataluña           | 14 de noviembre  | Clio Cup Francia                        | Racing Weekend + Copa Saxo                                                        |

## Clasificaciones
Sistema de puntuación
| Posición | 1.º | 2.º | 3.º | 4.º | 5.º | 6.º | 7.º | 8.º | 9.º | 10.º | 11.º | 12.º | 13.º | 14.º | 15.º | 16.º | 17.º | 18.º | 19.º | 20.º |
| -------- | --- | --- | --- | --- | --- | --- | --- | --- | --- | ---- | ---- | ---- | ---- | ---- | ---- | ---- | ---- | ---- | ---- | ---- |
| Puntos   | 50  | 42  | 36  | 33  | 30  | 27  | 24  | 22  | 20  | 18   | 16   | 14   | 12   | 10   | 8    | 6    | 4    | 3    | 2    | 1    |

### Clio Cup Europe - Grupo D
| Pos | Piloto                | Pts |
| --- | --------------------- | --- |
| 1   | Nicolas Milan         | 406 |
| 2   | David Pouget          | 354 |
| 3   | Alexandre Albouy      | 213 |
| 4   | Mathieu Lannepoudenx  | 205 |
| 5   | Kévin Jimenez         | 161 |
| 6   | Jordi Palomeras       | 152 |
| 7   | Nico Abella           | 140 |
| 8   | Álex Royo             | 120 |
| 9   | Alejandro Schimpf     | 110 |
| 10  | Antonio Herrerías     | 102 |
| 11  | Guillaume Maio        | 78  |
| 12  | Iván Riera            | 63  |
| 13  | Erik Zabala           | 59  |
| 14  | Daniel Nogales        | 50  |
| 15  | Stephan Polderman     | 31  |
| 16  | René Steenmetz        | 26  |
| 17  | Javier Cicuéndez      | 25  |
| 18  | Horn                  | 18  |
| 19  | Juan Carlos Hernández | 6   |
| 20  | Joaquín Rodrigo       | 6   |
| 21  | Álex Lahoz            | 3   |

| Pos | Piloto                | Pts |
| --- | --------------------- | --- |
| 1   | Alexandre Albouy      | 154 |
| 2   | Mathieu Lannepoudenx  | 142 |
| 3   | Kévin Jimenez         | 118 |
| 4   | Nico Abella           | 88  |
| 5   | Alejandro Schimpf     | 74  |
| 6   | Antonio Herrerías     | 63  |
| 7   | Guillaume Maio        | 46  |
| 8   | Erik Zabala           | 41  |
| 9   | Iván Riera            | 33  |
| 10  | Daniel Nogales        | 25  |
| 11  | Álex Lahoz            | 6   |
| 12  | Juan Carlos Hernández | 1   |

| Pos | Piloto            | Pts |
| --- | ----------------- | --- |
| 1   | Stephan Polderman | 116 |
| 2   | René Steenmetz    | 90  |
| 3   | Horn              | 84  |
| 4   | Javier Cicuéndez  | 74  |
| 5   | Joaquín Rodrigo   | 19  |
| 6   | Fabien Rivals     | 4   |

### Clio Cup España
En caso de haberse introducido la normativa presente en la temporada 2022.
| Pos                           | Piloto                | NMC | NMC | PRI | PRI | CRT | CRT | MON | MON | CAT | CAT | Retención  | Pts |
| ----------------------------- | --------------------- | --- | --- | --- | --- | --- | --- | --- | --- | --- | --- | ---------- | --- |
| 1                             | Jordi Palomeras       | 1   | 4   | 1   | 1   | 4   | 2   |     |     | 4   | 5   |            | 324 |
| 2                             | Nico Abella           | 4   | 2   | 4   | Ret | Ret | 3   | 2   | 2   | 6   | 4   |            | 294 |
| 3                             | Joaquín Rodrigo       | 10  | 8   | 8   | 4   | 6   | 7   | 4   | 4   | 11  | 12  | (256 - 14) | 242 |
| 4                             | Alex Royo             |     |     | 5   | 6†  | 5   | 1   |     |     | 1   | 1   |            | 237 |
| 6                             | Iván Riera            | 9   | 7   | 6   | 3   | 1   | 5   |     |     | 7   | 10  |            | 236 |
| 5                             | Antonio Herrerías     |     |     |     |     | 3   | 8   | 1   | 1   | 3   | 6   |            | 224 |
| 7                             | Alejandro Schimpf     | 2   | 1   | 2   | Ret |     |     |     |     | 2   | 2   |            | 218 |
| 8                             | Daniel Nogales        | 8   | 3   | Ret | 5   | 2   | 9   |     |     | 8   | 8   |            | 198 |
| 9                             | Gabriel Alonso        | 11  | 11  | 9   | 7   |     |     | 5   | 5   | 12  | 13  |            | 176 |
| 10                            | Erik Zabala           | 3   | 9   | 3   | Ret | 8   | 4   |     |     | Ret | 7   |            | 174 |
| 11                            | Javier Cicuéndez      | 7   | 10  | 7   | 2   | DNS | 6   |     |     | 10  | Ret |            | 157 |
| 12                            | Alex Lahoz            | 6   | 6   |     |     | 7   | Ret |     |     | Ret | 11  |            | 98  |
| 13                            | Juan Carlos Hernández | 5   | 5   |     |     |     |     |     |     |     |     |            | 60  |
| Pilotos no aptos para puntuar |                       |     |     |     |     |     |     |     |     |     |     |            |     |
|                               | Mariano Alonso        |     |     |     |     |     |     | 3   | 3   | 9   | 9   |            |     |
|                               | Adrián Schimpf        |     |     |     |     |     |     |     |     | 5   | 3   |            |     |

### Participantes españoles en el resto de grupos
| Grupo | Piloto                | Carreras | Pts | Pos  |
| ----- | --------------------- | -------- | --- | ---- |
| B     | Álvaro Bajo           | 2 de 12  | 18  | 20.º |
| B     | Javier Cicuéndez      | 4 de 12  | 13  | 23.º |
| B     | Juan Carlos Hernández | 4 de 12  | 13  | 24.º |
| C     | Mariano Alonso        | 8 de 10  | 48  | 7.º  |